# Jardines del American Rose Center
El Jardines del American Rose Center (en inglés: Gardens of the American Rose Center), es una rosaleda y jardín botánico de 118 acres (47,75 hectáreas) de extensión, administrado por la sociedad « American Rose Society » y se encuentra en su sede en Shreveport, Luisiana, Estados Unidos.

## Localización
Gardens of the American Rose Center, 8877 Jefferson Paige Road Shreveport, Caddo Parish, Louisiana-Luisiana LA 71119 United States of America-Estados Unidos de América.
Planos y vistas satelitales.32°28′05″N 93°55′16″O / 32.46806, -93.92111
Se paga una tarifa de entrada.

## Historia

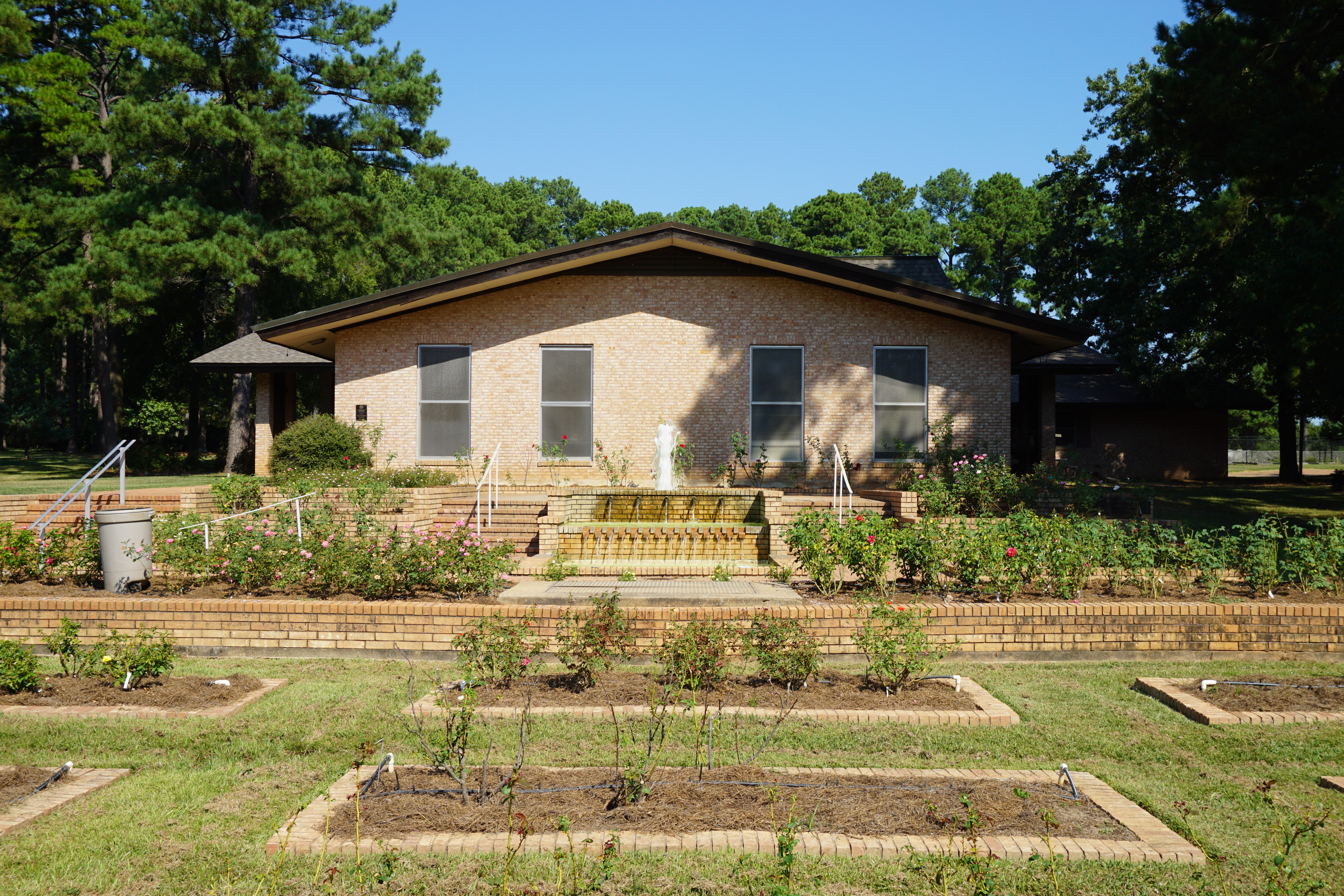
Jardines del American Rose Center, Shreveport

Estos jardines fueron creados en 1974 cuando la sede de la American Rose Society se trasladó a Shreveport, Luisiana desde su anterior sede en Columbus, Ohio. 
Actualmente el "American Rose Center" exhibe en más de 65 rosaledas individuales y 20.000 arbustos de rosales, con una gran variedad de plantas acompañantes, de esculturas y de fuentes.

## Colecciones
Esta  Rosaleda cuenta aproximadamente 20.000 plantas de rosales, dispuestas en pequeños jardines especializados, consagrados por ejemplo a los nuevos rosales híbridos, a las variedades seleccionadas por la asociación All-America Rose Selections, a los rosales miniatura, a los rosales de flores simples, etc, dispersados en un extenso parque enselvado. 
Está considerado como el más extenso parque de los Estados Unidos consagrado a las rosas.      
Además de rosas hay otras especies de plantas herbáceas, arbustos y árboles acompañantes, destacando árboles frutales, magnolias japonesas, narcisos, . . 